# Новоивановка (Зерноградский район)
Новоивановка — село в Зерноградском районе Ростовской области России.
Входит в состав Гуляй-Борисовского сельского поселения.

## География

### Улицы
- ул. Азовская,
- ул. Береговая,
- ул. Заветная,
- ул. Заполосная,
- ул. Северная,
- ул. Степная,
- ул. Тургеневская,
- ул. Школьная.

## Население
| 2010 |
| ---- |
| 395  |